# Шарма, Крис
Крис Омпракаш Шарма (англ. Chris Omprakash Sharma; 23 апреля 1981 года, Санта Круз, Калифорния, США) — американский скалолаз, один из самых сильных скалолазов в прохождении скальных маршрутов, первым в мире пролез 9а+ (Realization), сделал спорное первопрохождение 9b (Jumbo Love) и стал вторым человеком в мире, пролезшим 9b+ (La Dura Dura).
«Я скалолаз, лазающий по скалам. Я действительно специализируюсь на первых прохождениях и поиске новых линий маршрутов в противовес соревнованиям». Крис Шарма практически никогда не занимался тренировками «специально», он просто лазил много сложных маршрутов и мало принимал участие в официальных стартах, хотя и выиграл несколько. «Я никогда не тренировался, я просто всегда был скалолазом».

## Биография
Крис Шарма родился 23 апреля 1981 года в Санта Круз (Калифорния) в семье Гиты Ян и Боба Шармы. Он начал лазать в 12 лет на скалодроме Тихоокеанского округа.
В 14 лет Шарма выиграл Национальный турнир по боулдерингу. Годом позже он сделал первопрохождение Необходимого Зла (англ. Necessary Evil, 8c+) в Virgin River Gorge. На тот момент это был маршрут самой тяжелой категории сложности в США.
В 17 лет Крис Шарма травмировал колено и не мог лазать около полугода. Это было тяжелое время трансформации и переосмысления мотивации для него.
В 1997 году Крис впервые попробовал, а в июле 2001 года выполнил продолженный маршрут Biographie (Биография) в Ceüse, расположенный в Верхних Альпах во Франции и переименовал его в Realization (Реализацию), игнорируя французскую традицию, по которой пробивщики, а не скалолазы дают название маршрутам. Это прохождение рассматривалось как первое в мире прохождение сложностью 9а+.
В 2004 году Шарма впервые отправился на испанский остров Майорка, чтобы опробовать новую разновидность скалолазания — DWS (Deep Water Solo — лазание без страховки над глубокой водой), которая дала ему много новой мотивации. Здесь он пролез один из его неповторенных маршрутов Es Pontas (ДВС на Майорке).
В 2008 году Шарма пролез 76-метровый маршрут Jumbo Love в Clark Mountain в Калифорнии, заявленый как трасса сложности 9b. И хотя по этому вопросу нет единогласия, это прохождение считается первым прохождением такой сложности в мире.
В течение примерно 10 лет жизни Крис вёл кочевой образ жизни. «У меня есть комната в Santa Cruz, но я провожу там от силы неделю в течение трёх месяцев». «Это может звучать как клише, но в случае Chris’а, дом — это дорога. Его не заботит ночлег. Не заботит меню. У него нет плана тренировок. Все это не свойственно профессиональным спортсменам. И просто невероятно, как он выживает при таком режиме», — говорит его друг и фотограф Rich". В 2007 году Шарма осел в Лериду в районе Каталония в Испании, вместе со своей девушкой Дайлой Охедой они завели собаку.
В 2010 году Крис Шарма стал первым победителем скалолазных шоу-соревнований нового формата — Психоблоков в Бильбао (Испания) — Psicobloc Masters Series.
23 марта 2013 г. Крис Шарма прошел ещё один свой давний проект, пробитый больше четырёх лет назад в Олеане (Испания) La Dura Dura и стал вторым человеком, прошедшим маршрут категории сложности 9b+. В этом же году он открыл свой собственный стенд Sender One в Санта-Ане, штат Калифорния и переключился на прохождения мультипитча Dawn Wall — сложнейшим проектом на Эль-Капитане вместе с Томми Колдвеллом, Кевином Йоргесоном, Джонатаном Сигристом

## Прохождения

### Ещё никто не повторил[11]
- Es Pontàs, 26 сентября 2007. ДВС на Майорке, оценивается как 9a+/9b, показан в фильме King Lines. Маршрут замечателен сложным динамическим движением, с которого начинается самая сложная часть маршрута. Крис говорит, что только чтобы удержаться на зацепе после этого прыжка, он сделал около 70 попыток, что означает 70 десятиметровых падений. В общем он сделал порядка 100 попыток на трассе, прежде чем успешно её вылезти. «…отдыхая и обсыхая между попытками, я получал удовольствие, будучи наедине с самим собой и этой аркой»[12] (первое и единственное повторение выполнено в октябре 2016-го словенским скалолазом Jernej Kruder за 39 попыток[13]).
- Jumbo Love: (9b), 11 сентября 2008. Это монстр среди маршрутов. По другому и описать-то сложно. И если вы ищете отговорку, чтобы не пробовать его, то таких отговорок множество. Район Clark Mountain находится посреди пустыни, чтобы добраться до него, надо целый час ехать вверх по ужаснейшему бездорожью, затем ещё час топать в гору под палящим солнцем. Протяженность маршрута около 75 метров, нависание — около 45 градусов практически в любой части. Отсутствует возможность работать на маршруте с верхней страховкой или отрабатывать движения, доставая зацепы с земли, как на Акире или Али-Халке. Плюс ко всему, чтобы добраться до стартовой полки, придется пролезть участок 7с+. Маршрут начинается с 15-метрового участка 8b, далее уже серьезно — участок 9a, после которого можно расклинить руку и слегка отдохнуть, затем участок 8с+. Все это в общем длится около 30 метров. Оставшиеся 30 метров по вертикали сложности не добавляют — всего 8a.[12]
- First Round First Minute (минимум 9b), После 3-х лет работы и 50-ти попыток, 19 апреля 2011 г. Крис Шарма пролез «First Round First Minute»(Margalef, Испания)[14] (повторение выполнено в феврале 2014-го чешским скалолазом Адамом Ондрой (Adam Ondra), Адам подтвердил сложность маршрута 9b[15]).
- Three Degrees of Separation (9а), пройденного redpoint’ом 23-го июля. Маршрут представляет собой сложнейшее лазание по вулканическому туфу: серия мизеров выводит к трем впечатляющим «dyno». «Линия» — гипер-динамичная[16]

### Другие значимые прохождения
- Necessary Evil: 5.14c (8c+) — первый маршрут такой сложности в США[17]
- The Mandala: (боулдеринг 8A+), первое прохождение, февраль 2000. Несколько зацепок было сломано после прохождения боулдеринга Шармой, включая ключевые зацепки.
- Realization / Biographie: (9a+), первое прохождение, июль 2001. первая 9а+ в мире.
- Practice of the Wild: (боулдеринг 8с), первое прохождение, август 2004. Повторен Тайлером Лэндманом, Дэниэлом Вудсом и Адамом Ондрой.
- Witness the Fitness: (боулдеринг 8с), первое прохождение, март 2005. 12-метровая проблема в Ozarks. Повторил Fred Nicole. Daniel Woods прошел его третьим 5 января 2013 г[18].
- Dreamcatcher: (9a), первое прохождение. Повторен Шоном Макколом в 2009[19].
- Papichulo: 9a+, первое прохождение. 45-метровый маршрут на голубом известняке в Олеане (Испания), начинающийся с 4-х оттяжек сложностью 8b и продолжается сложным лазанием без возможности отдыха.
- Golpe de Estado: 9b, первое прохождение 17 декабря 2008. Крис работал над эти маршрутом около года, прежде чем за шесть дней лазания в течение двух недель вылезти его[20]. Повторен Адамом Ондрой в марте 2010.
- Demencia Senil: 9a+ первое прохождение 20 февраля 2009 в Маргалеф в Испании. Повторен Икер Поу Джан 2010 и Рамоном Джулианом Пигбланком в октябре 2010[21][22].
- French Gangster: 8c, он-сайт. Самый тяжелый маршрут в Китае на тот момент.
- Pachamama: 9a+ первое прохождение.
- Neanderthal: 9b первое прохождение 18 декабря 2009.
- First Ley: 9a+ первое прохождение, Маргалеф, Испания[23].
- Era Vella: 9a первое прохождение, Маргалеф, Испания.
- Power Inverter: 9a+ первое прохождение в декабре 2010, Олеана, Испания.
- Catxasa: 9a+ первое прохождение в январе 2011, Санта Линия, Испания.
- Fight or Flight: 9b первое прохождение в мае 2011, Олеана, Испания. Повторен Адамом Ондрой в феврале 2013.
- Stoking the Fire: 9b первое прохождение в феврале 2013, Санта Линия, Испания.
- La Dura Dura: 9b+ первый повтор в марте 2013, Олеана, Испания. Самый тяжелый маршрут в спортивном скалолазании на данный момент (2013 г). Впервые пройден Адамом Ондрой.

## Награды
- U.S. Bouldering Nationals
- 1997 Open Bouldering Competition[24]
- 2001 18th Annual Phoenix Bouldering Contest
- 2001 Munich Bouldering World Cup[25]
- 2002 Ford Gorge Games
- 2003 Earth Treks Roc Comp
- 2004 Earth Treks Roc Comp[26]
- 2004 ABS Nationals[27]
- 2007 Mammut Bouldering Championships
- 2008 Mammut Bouldering Championships[28]
- 2009 Ilerbloc Open Internacional[29]
- 2010 Earth Treks Roc Comp[30]

## Спонсоры
- Sanuk
- 1999 — prAna
- Sterling Ropes
- Evolv
- Petzl
- Nutriex